# Nemotelus tenuistylus
Nemotelus tenuistylus är en tvåvingeart som beskrevs av Paul E. Hanson 1958. Nemotelus tenuistylus ingår i släktet Nemotelus och familjen vapenflugor. Inga underarter finns listade i Catalogue of Life.